# بافل أتمان
بافل أتمان (الروسية: Атьман, Павел Николаевич) مواليد 25 مايو 1987 في فولغوغراد، هو لاعب كرة يد روسي يلعب كوسط مدافع. يلعب حاليا مع نادي ميشكوف برست لكرة اليد ويحمل الرقم 20. مثل منتخب روسيا لكرة اليد.

## سجل المنافسة
شارك في البطولات التالية:
- بطولة العالم لكرة اليد للرجال 2015
- بطولة أوروبا لكرة اليد للرجال 2014
- بطولة أوروبا لكرة اليد للرجال 2016

## روابط خارجية
- بافل أتمان على موقع الاتحاد الأوروبي لكرة اليد (الإنجليزية)